# 中山泰秀
中山泰秀（日语：／ Nakayama Yasuhide，1970年10月14日—）是日本的政治人物。曾是自由民主党所属的众议员，防衛副大臣；其父中山正晖、伯父中山太郎亦是自民黨眾議員。
成城大學法学部毕业后，进入电通公司，之后历任总务厅长官秘书官、建设大臣秘书官，小池百合子的政策秘书。在2003年11月9日的第43次众议院议员总选举中从大阪府第4区出马输给民主党的吉田治，从比例区复活后首次当选。在2005年的选举中，于小选举区获胜。2021年10月31日選舉失利後，担任政治伦理审查会的委员。